# Nathan Melchior
Nathan Gerson Melchior, född 2 augusti 1811 i Köpenhamn, död där 30 januari 1872, var en dansk oftalmolog.
Melchior tog kirurgisk examen 1834, medicinsk examen 1835, reste utomlands 1836–37, blev medicine licentiat 1839 och medicine doktor 1841. Han praktiserade därefter som ögonläkare i Köpenhamn och tilldelades professors titel 1853. Han var en framstående ögonläkare och den förste som genomförde skelningsoperation i Danmark (båda hans disputationer behandlar denna). Han var mycket känd i utlandet, dit han ofta reste, och var ledamot av en mängd utländska vetenskapliga sällskap. 
År 1851 föreslog Melchior en utbyggnad och förbättring av blindinstitutet, blev ledamot av den av denna anledning tillsatta kommission, och då institutet blev ombildades, blev han 1857 ledamot av dess styrelse och 1868 dess läkare. År 1850 var han överläkare vid ett lasarett i Köpenhamn och iakttog här en del fall av den "egyptiska ögonsjukdomen" (trakom) hos holsteinare. Efter kriget publicerade han i "Ugeskrift for Læger" (juli 1852) en avhandling, i vilken han riktade uppmärksamheten mot denna sjukdoms smittsamhet och dess förekomst i den danska hären, varigenom han gav anledning till en mycket omfattande medicinsk polemik, i vilken han främst fick stöd av Jacob Christian Bendz. År 1856 blev Melchior ledamot av den kommission, som tillsattes med anledning av denna sjukdom.

## Utmärkelser
- Professors namn,  1853[2]
- Riddare av Dannebrogorden,  1856[2]
- Dannebrogsmännens hederstecken,  1866[2]

[Redigera Wikidata]